# Scelotrichia laitimtik
Scelotrichia laitimtik är en nattsländeart som beskrevs av Wells 1990. Scelotrichia laitimtik ingår i släktet Scelotrichia och familjen smånattsländor. Inga underarter finns listade i Catalogue of Life.